# Шобер, Лоран
Лоран Шобер (фр. Laurent Schobert; 1763—1846) — французский военный деятель, бригадный генерал (1811 год), барон (1809 год), участник революционных и наполеоновских войн.

## Биография
Родился в семье Кристиана Шобера (фр. Chrétien Christian Schobert) и его супруги Терезы Дабор (фр. Thérèse Dabor). С самого рождения юному Лорану было суждено сделать военную карьеру: его крёстный отец был солдатом швейцарского полка Дисбаха в роте Аппенцелля, крёстная мать была замужем за сержантом того же полка, а отец был там же оружейником. 30 апреля 1770 года Лоран был принят на службу как сын полка в Нассау-Саарбрюкский полк. 1 февраля 1779 года начал реальную службу. В 1782 году участвовал в кампании в Женеве.
1 января 1791 года полк Нассау получил 96-й порядковый номер в ходе реорганизации армии Франции. В июле 1791 года прибыл в Туль и стал полноправным французским полком. Принимал участие в кампаниях 1792-97 годов в рядах Рейнской, Мозельской и Самбро-Маасской армий. 26 марта 1794 года 1-й батальон был включён в ходе амальгамы в состав 173-й полубригады.
С 30 августа 1795 года выполнял функции адъютанта генерала Гренье. Участвовал в переправе через Рейн, в сражениях при Бамберге, Амберге и Вюрцбурге. 24 октября 1796 года был зачислен в гвардию Директории. С 3 января 1800 года командовал ротой лёгкой пехоты в гвардии Консулов, отличился в сражении при Маренго. 18 октября 1803 года произведён в командиры батальона 4-го полка линейной пехоты, а уже 22 декабря 1803 года стал майором в том же полку.
1 февраля 1805 года получил звание полковника, и был поставлен во главе 3-го полка линейной пехоты, сменив легендарного Мутона. 1 марта 1805 года 3-й полк вошёл в состав 3-й пехотной дивизии Леграна в лагере Сент-Омер. Принял участие в Австрийской кампании 1805 года. Отличился при Холлабрунне и Аустерлице. 19 сентября 1806 года его полк выведен из состава дивизии Леграна и оставлен под началом генерала Мерля в качестве гарнизона Браунау. Принял участие в Прусской и Польской кампаниях 1806-07 годов. 5 мая 1807 года 3-й полк был включён в состав 2-й дивизии Вердье резервного корпуса маршала Ланна. При Гейльсберге 10 июня 1807 года был ранен пулей в правый пах и попал в плен. Был отпущен на свободу 10 августа 1807 года. 11 ноября 1807 года, после роспуска дивизии Вердье, 3-й полк включён в состав дивизии Сент-Илера.
17 марта 1808 года получил ренту в 4000 франков с Вестфалии. 7 июня 1808 года женился на Анне Эрбо (фр. Anne Geneviève Joséphine Herbault; ок.1787—1842). В браке  родились 9 детей.
В октябре 1808 году продолжил службу с полком в Рейнской армии. Дивизия Сент-Илера стала частью Армии Германии в 1809 году. Вновь проявил себя в ходе Австрийской кампании 1809 года. Был ранен в правую ногу в сражении при Ваграме 6 июля. 2 марта 1810 года дивизия Сент-Илера была расформирована и Шобер с полком вернулся во Францию. Летом полк стал частью лагеря в Байонне, где собирался корпус для войны в Испании.
6 августа 1811 года Шобер произведён в бригадные генералы. 24 сентября стал командующим островом Олерон в 12-м военном округе. 22 июля 1812 года присоединился к Великой Армии, и возглавил 2-ю бригаду 31-й пехотной дивизии 11-го армейского корпуса. Дивизия располагалась в Штеттине. 5 декабря 1813 года попал в плен во время сдачи этого города.
Вернулся во Францию 10 июня 1814 года, и оставался без служебного назначения. В период «Ста дней» присоединился к Императору, и 14 апреля 1815 года возглавил дивизию национальной гвардии в Рейнской армии. После возвращения Бурбонов с 18 октября 1815 года без служебного назначения. 1 января 1816 года был отправлен в отставку.
Он умер 30 апреля 1846 года в Париже. Его могила находится в Бланди-ле-Тур в Сене и Марне.

## Воинские звания
- Солдат (1 февраля 1779 года);
- Капрал (11 марта 1784 года);
- Сержант-фурьер (7 сентября 1784 года);
- Старший-сержант (1 января 1791 года);
- Младший лейтенант (22 августа 1792 года);
- Лейтенант (1 сентября 1792 года);
- Капитан (15 марта 1793 года);
- Командир батальона (18 октября 1803 года);
- Майор (22 декабря 1803 года);
- Полковник (1 февраля 1805 года);
- Бригадный генерал (6 августа 1811 года).

## Титулы

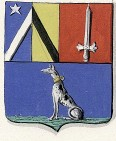
Герб барона.

- Барон Шобер и Империи (фр. baron Schobert et de l'Empire; декрет от 19 марта 1808 года, патент подтверждён 1 апреля 1809 года в Париже)[3][4].

## Награды
Легионер ордена Почётного легиона (25 марта 1804 года)
 Коммандан ордена Почётного легиона (25 декабря 1805 года)
 Кавалер ордена Железной короны (23 апреля 1809 года)
 Кавалер военного ордена Святого Людовика (27 декабря 1814 года)